# 阿勒坡戰役 (2024年)
2024年11月29日，2024年敘利亞反對派攻勢開始的第三天，沙姆解放組織與受土耳其支持的敘利亞國民軍等反對派聯盟一同攻進敘利亞阿拉伯軍掌控的阿勒坡市。這是自2012年第一次反對派攻勢以來阿勒坡首次爆發戰鬥，當時阿萨德復興黨政權的軍隊於2016年完全收復了阿勒頗。
2024年11月30日，隨著政府軍的崩潰，反對派勢力已佔領了該市大部分地區。在快速佔領阿勒坡市後，反對派勢力繼續向南推進，並於12月5日占領哈馬全市。

## 背景
2024年11月27日，由沙姆解放組織（HTS）領導的敘利亞反對派各勢力對敘利亞西北部的親政府軍發動攻勢。這是反對派繼2020年3月伊德利卜停火協議之後再度在敘利亞西北部發動攻勢。在本次攻勢開始後，反對派已成功佔領阿勒頗省和伊德利布省約70個村鎮。

## 攻勢
反對派勢力於2024年11月29日來到阿勒坡市近郊，在經過兩次自殺式汽車炸彈之後，反對派成功從西南方進入阿勒坡市，攻入哈姆達尼亞（Al-Hamdaniya / الحمدانية）、阿勒坡新城等城區。反對派勢力在當天下午佔領了哈姆達尼亞、阿勒坡新城、三千公寓計畫區（3000 Apartments / مشروع 3000 شقة）、賈米利亞（Al-Jamiliya / الجميلية）和薩拉丁（Salah al-Din / صلاح الدين）五個城區。到了午夜，反對派繼續攻入並佔領了蘇卡里亞（Al-Sukariyya / السكري）、福爾坎（Al-Furqan / الفرقان）、阿達米亞（Al-Adhamiya / الأعظمية）和賽義夫·道拉（Saif al-Dawla / سيف الدولة）城區的一部份，並宣稱已掌控了阿勒坡市中心。
在反對派勢力入侵主城區數小時後，數千名平民通過主要的卡納西爾阿特里耶（Khanasir Athriya）交流道逃離該市，其中大多數前往拉塔基亚和塞萊米耶。
反對派勢力隨後發出疏散警告，呼籲阿勒坡居民「為了自身安全」向東避難。敘利亞官方媒體報道稱，反抗軍發射的砲彈擊中了阿勒頗大學的學生宿舍，造成四人死亡，其中包括兩名學生。
2024年11月30日凌晨，反對派勢力佔領了阿勒颇城堡與市政府總部，阿勒坡到了早上以大多在反對派的掌控下，幾乎沒有遇到任何抵抗，迫使親政府部隊向塞菲拉方向撤退。政府軍和伊朗民兵仍然控制著阿勒坡東北部的一些城區。俄羅斯軍隊放棄了該市周圍至少三個軍事基地。
在親政府部隊撤離的同時，庫德族的敘利亞民主力量（SDF）佔領了阿勒颇国际机场和謝赫納賈爾城區。反對派勢力對庫德族控制的謝赫馬克蘇德城區入侵失敗，導致3名成員被俘。30日晚上，反對派在沒有發生衝突的情況下從SDF手上控制了阿勒坡機場。據報道，由俄羅斯發動的一次空襲造成該市16名平民死亡，另有20人受傷。另外兩次對市郊反對派援軍的空襲導致20名成員死亡。敘利亞北部和東部自治政府（AANES）在當天報告稱已協助2892名難民從阿勒坡進入敘利亞西北部。
2024年12月1日，HTS佔領了市郊的熱電站、野戰砲兵學院和軍事學院，同時SDF與叙利亚国民军（SNA）在謝赫納賈爾工業區交戰，並關閉了連接阿勒坡北部鄉村地區和阿勒坡市中心的道路。當天稍晚，為了應對反對派勢力在阿勒坡取得的迅速進展，AANES宣布進入總動員狀態。反對派則要求庫德族武裝帶著武器離開阿勒坡並退到東北部。俄罗斯空军也於當日對阿勒坡大學醫院發動空襲，殺死12人並有2名記者受傷。
2024年12月2日，反對派勢力成功擊敗SDF、佔據謝赫納賈爾工業區，並向阿勒坡以南推進、佔領汗西爾鎮（Khansir）以切斷政府軍的補給要道。。12月3日，有消息人士表示，伊朗支持的伊拉克民兵已进入叙利亚境内，帮助政府军抵抗占领阿勒颇的反对派。

## 反應
- 叙利亚复兴党政权：敘利亞阿拉伯軍（SAAF）發誓要擊退這次襲擊，並指責反對派散佈有關其進展的「虛假訊息」。[51]然而軍隊後來承認反對派在該市「大部分地區」取得了進展，並報告稱「數十名」士兵被殺，迫使其重新部署「旨在加強防線，以吸收攻擊」並「保護平民和士兵的生命」。據報道，政府還準備反擊，而該市內的反對派集結處遭到空襲。[4]
- 土耳其：土耳其外交部長哈坎·菲丹重申土耳其並沒有參與阿勒坡持續的衝突。他還表示，政府正在採取「必要措施」，以避免邊境再次發生移民危機。[52]